# フアン・ホセ・モロソーリ
フアン・ホセ・モロソーリ・ポリーニ（Juan José Morosoli Porrini、1899年1月19日 - 1957年12月29日）は、ウルグアイ出身の著作家。
彼のクリオーリョスタイルの作品は、農民と農村の雰囲気や小さな村を中心に描かれている。孤独や死、素朴で貧しい登場人物、消滅しそうな職業、ガウチョから農民への転換など、多くの場合、不幸な状況であるが、これらが彼の短編小説では一部を成しており、彼の作品はウルグアイのポスト・ガウチョ文学に位置付けられている。

## 生涯
1899年ラバジェハ県の県都ミナスに生まれる。父親はジョバンニ・モロソーリ・クアドリ(Giovanni Morosoli Quadri)で、1894年にティチーノ州（スイス南部）からウルグアイに移民した左官屋であった。母親はマリア・ポリーニ（María Porrini）である。 
幼少期と青年期は小学校に2年間しか通えないほどの経済的苦境に立たされていた。9歳の時、雑貨屋と母方のおじが営んでいた本屋で使い走りとして、のちに売り子として働き始めた。この本屋にて独学を始める。 
1920年に二人の共同経営者と小さな食料店を設立した。 翌年にはカフェ・スイス（café Suizo）を設立し、ここでサイレント映画の上映や、文学サロンを催した。1923年には食料雑貨店を購入し、残りの人生をここで過ごした 。
1923年より故郷のミナスにおいて新聞や雑誌の仕事をした。エル・デパルタメント新聞（El Departamento）、ラ・ウニオン新聞（La Unión）と雑誌ミナス（Minas）である。
1923年から1926年の間にフリオ・カサス・アラウーホ（Julio Casas Araújo）と協力して3作の演劇作品（Poblana, La mala semilla と El vaso de sombras）を書き上げた。これらはミナスとモンテビデオで初演された。 
Poblanaの文章は失われているが、1923年12月にミナスのエスクデーロ劇場でカルロス・ブルッサ（Carlos Brussa）の劇団とアンヘル・クロット（Ángel Curotto）の監督によって初演されている。1925年にその劇団はLa mala semillaを初演した。1926年にはロシータ・アリエタ（ Rosita Arrieta）の劇団がクロットを監督としてEl vaso de las sombrasをミナス県のラバジェハ劇場において初演した。
1925年には詩集Balbuceos en Bajo la misma sombraを出版した。この中にはバレンティノ・マグリ（Valeriano Magri）、ギジェルモ・クアドリ（Guillermo Cuadri）、ホセ・マリア・カハラビジェ（José María Cajaraville）そしてカサス・アラウーホ（Casas Araújo）の作品も含まれていた。1928年には 詩集Los juegosを出版した。
1929年5月18日ルイサ・ルピ（Luisa Lupi）と結婚し、マリア・ルス（María Luz）とアナ・マリア（Ana María）の二人の娘をもうけた。
1932年にはミナスで小説集Hombresを出版した。1942年には、フランシスコ・エスピノラ（Francisco Espínola）による序章を加え、3話削除し5話加えた修正版を出版した。1933年にはアルゼンチンの新聞社クリティカ（Crítica）の文芸付録 Revista Multicolor de los Sábados (ホルヘ・ルイス・ボルヘスとウリセス・ペティデムラット（Ulyses Petit de Murat）による編集)に寄稿し、1934年からはモンテビデオのEl Día新聞のsuplemento dominicalに短編小説や記事を寄稿した。1940年からは週刊誌Marchaに、1944年からは雑誌Revista Nacional 、1948年以降はMundo Uruguayoに寄稿した。
1936年Los albañiles de Los Tapesを出版。 その後、Hombres y mujeres (1944年), Perico (1947, 児童文学。彼の作品の中でも人気なもの。)、Muchachos (1950年, 唯一の長編小説) 、 Vivientes (1953年)を出版した。
これらの題は、大衆や批評家の支持を集め、雑誌Asirの責任者たちは巨匠とみなすようになった。内陸部や農村地帯の名もなき人々の体験を蘇らせるウルグアイの短編小説の最も重要な代弁者の一人である。
1957年12月29日に心臓発作で亡くなった。死後の1959年に1957-58年度ウルグアイ文学賞を授与された。 
死後、1959年に『地と時』(Tierra y tiempo)、1962年に『海への旅』（El viaje hacia el mar）、1967年に童話『三人の子供と二人の男と一匹の犬』（Tres niños, dos hombres y un perro）が出版された。
2003年にはEl viaje hacia el marと同じ題名でギジェルモ・カサノバ（Guillermo Casanova）監督による映画が上映された。主演はウゴ・アラーナ（ Hugo Arana）、フリオ・セサル・カストロ（ Julio César Castro ）とディエゴ・デルゴロッシ（ Diego Delgrossi）である。
1989年にスイス南部のテレビ局はLos albañiles de Los Tapesをもとにした映画 Viento del Uruguay (Vento dell'Uruguay, o Nel silenzio dell'Uruguay)を放送した。La dirección fue de 監督はブルーノ・ソルディーニ（Bruno Soldini ）によるもので、ドキュメンタリー『フアン・ホセ・モロソーリ』（Juan José Morosoli）(1899-1957)も監督した。
編集者ヘーベル・ラビオソ（Heber Raviolo）は新聞などにバラバラに掲載された彼の作品や未発表の作品を集めて出版する責任者であり、彼の作品の研究と普及の第一人者であった。1967年から1971年に5巻から成る『フアン・ホセ・モロソーリ全集』を出版し、1999年に再版された。
モロソーリに敬意を表して、1992年にメダル、1995年にはモロソーリ像とモロソーリ賞が創立された。これらの賞はLolita Rubial財団により年に一回授与される。

## 作品
- 『おしゃべり』（Balbuceos）詩、1925年

- 『遊び』（Los juegos）詩、1928年
- 『男ども』（Hombres ）物語、1932年
- 『左官屋とグアラニー』（Los albañiles de Los Tapes）物語、1936年
- 『男ども』（Hombres）第二版、修正版、1943年
- 『男と女』（Hombres y mujeres）物語、1944年
- 『インコ』（Perico）物語、1944年
- 『若者たち』（Muchachos） 小説、1950年
- 『住人たち』（Vivientes）物語、1953年

- 『地と時間』（Tierra y tiempo）没後1959年
- 『海への旅』（El viaje hacia el mar）没後 1962年
- 『孤独と文学創作』（La soledad y la creación literaria）没後1971年
- 『全作品集』（Obras completas）没後1999年